# Course en ligne de l'Open de Suède Vårgårda 2018
La 13e édition de la course en ligne de l'Open de Suède Vårgårda a eu lieu le 13 août 2018. Il s'agit de la dix-huitième manche de l' UCI World Tour féminin. Elle est remportée par la Néerlandaise Marianne Vos.

## Parcours
Le circuit est similaire à l'année précédente. Quatre tours urbains sont effectués, puis un grand tour, puis de nouveau quatre tours urbains.

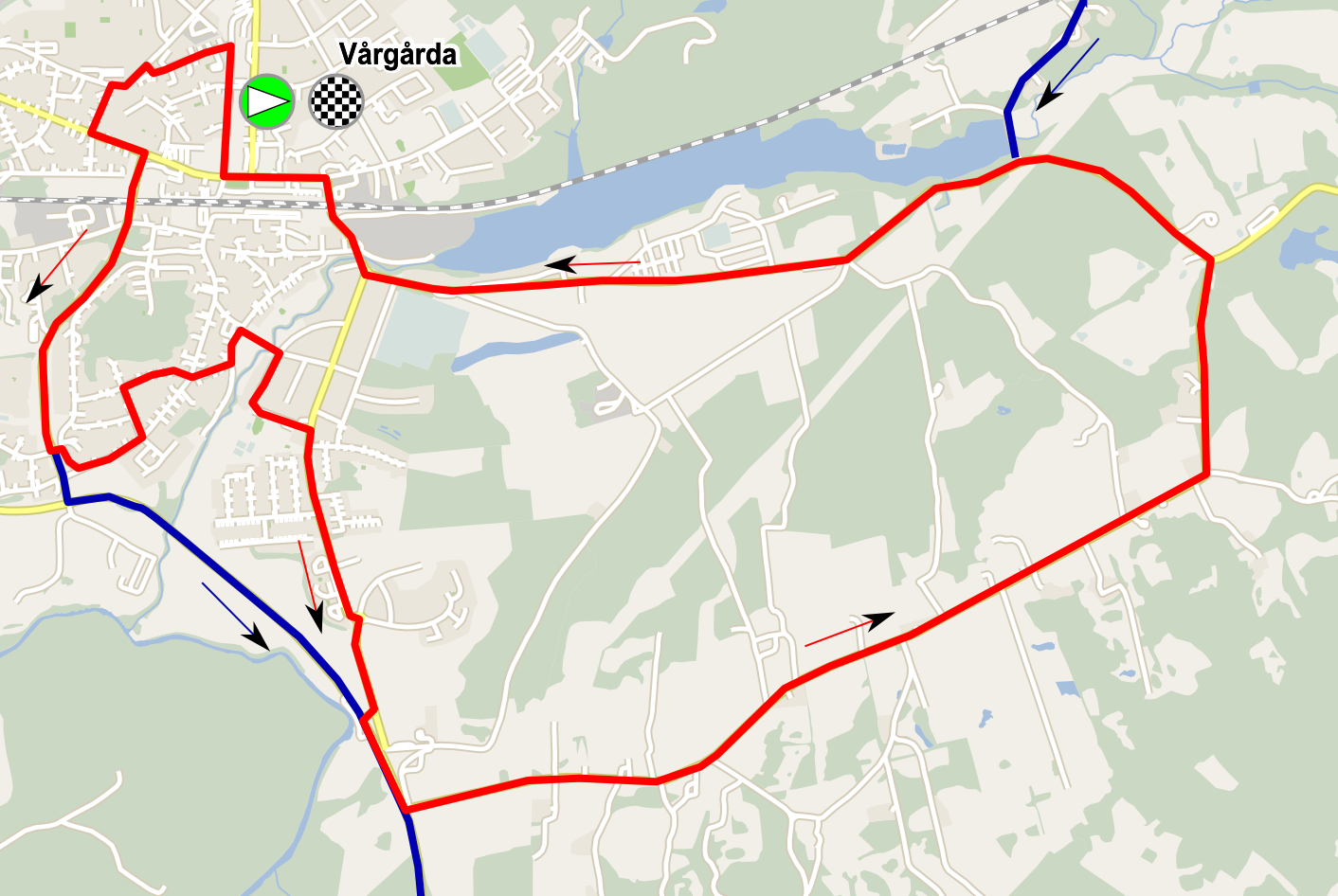
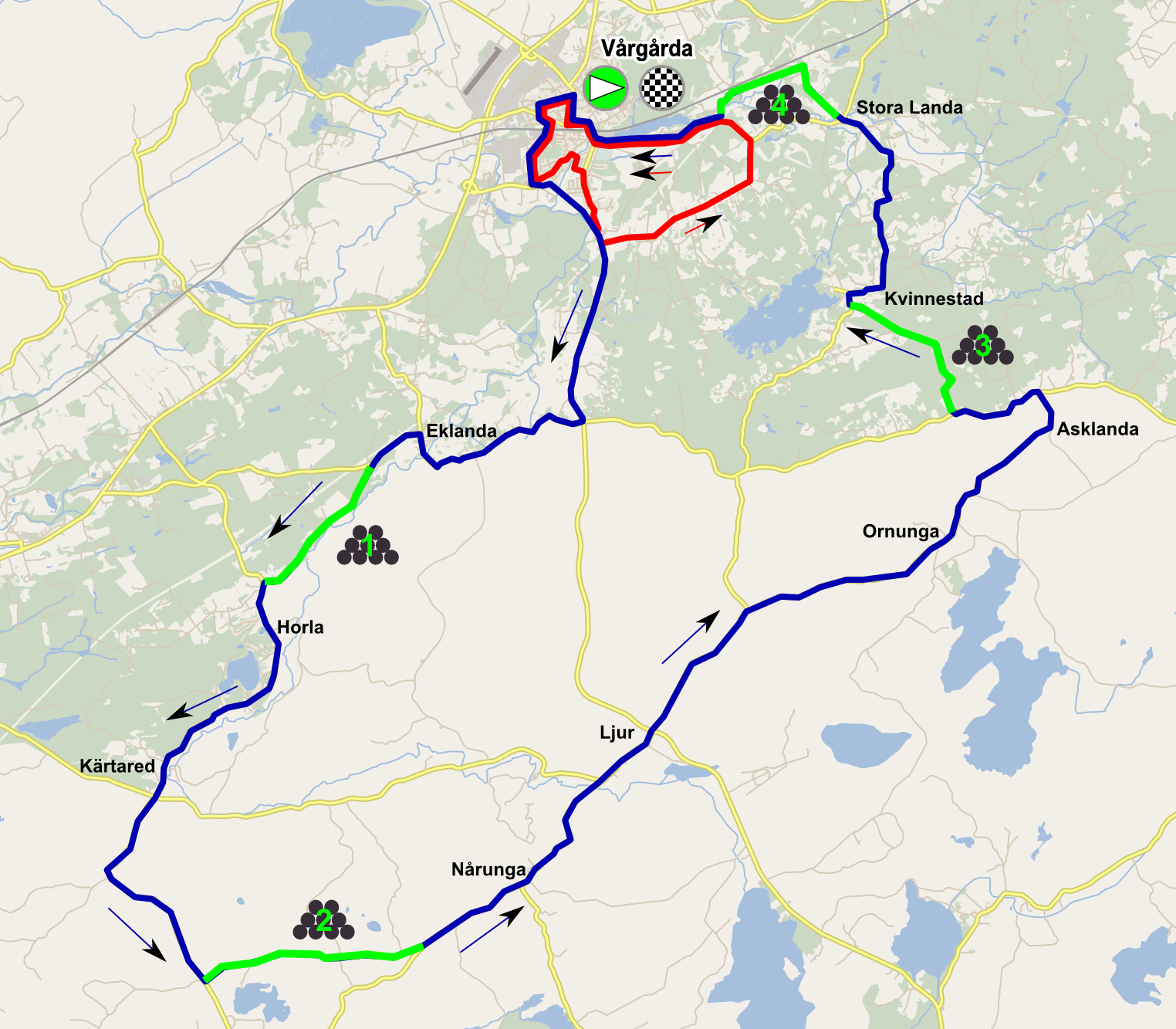

- - Circuit court, 11 km, parcouru 8 fois au total
  - Circuit long, 53 km, parcouru 1 fois
- - Circuit court, 11 km, parcouru 8 fois au total
  - Circuit long, 53 km, parcouru 1 fois

## Équipes
| Équipes féminines professionnelles (18)- Alé Cipollini - Astana Women's - Boels Dolmans - BTC City Ljubljana - Canyon-SRAM Racing - Cervélo Bigla - Cogeas - FDJ-Nouvelle Aquitaine-Futuroscope - Hitec Products-Birk Sport - Mitchelton-Scott - Movistar Team - Sunweb - Tibco-Silicon Valley Bank - Trek-Drops - Valcar PBM - Virtu - WaowDeals - Wiggle High5 Équipes nationales (2)- Norvège - Suède |
| |

## Récit de la course
Mavi Garcia est la première à s'échapper au kilomètre cinquante-sept. Dans le premier secteur en forêt, Anna van der Breggen, Marianne Vos et Cecilie Uttrup Ludwig attaquent et reviennent sur Mavi Garcia. Le peloton chasse et reprend rapidement les fuyardes. De nombreuses attaques ont alors lieu. On compte notamment : Vita Heine avec Alice Barnes, puis un groupe avec Barbara Guarischi, Lucinda Brand et Chloe Hosking. Anna van der Breggen repart seule, suivie plus loin par Jeanne Korevaar. Après le quatrième secteur en forêt, Amy Pieters, Marianne Vos et Cecilie Uttrup Ludwig ouvrent la route. À l'entame du circuit final, le peloton est de nouveau groupé avec une quarantaine d'unités dans son sein. Anna van der Breggen repart ensuite avec Lucinda Brand. Elles sont imitées plus loin par Chantal Blaak puis Megan Guarnier. À dix-neuf kilomètres de l'arrivée, Anna van der Breggen joue son va-tout, cette fois suivie par Floortje Mackaij. La première parvient plus loin à lâcher la seconde. Elle entame le dernier tour en tête. Elle est reprise. La course se conclut au sprint. Alors que Kirsten Wild semble en position idéale, Marianne Vos décide de lancer son sprint de loin avant le dernier virage. Elle le passe en pleine vitesse et prend quelques longueurs d'avance qui lui permettent de s'imposer. Kirsten Wild est deuxième, Lotta Lepistö complète le podium.

## Classements

### Classement final
| \| Classement général \| Classement général \| Classement général \| Classement général \| Classement général \| \| Coureuse \| Coureuse \| Pays \| Équipe \| Temps \| \| ------------------ \| ------------------------- \| ------------------ \| ------------------- \| ------------------ \| \| 1re \| Marianne Vos \| Pays-Bas \| WaowDeals \| 3 h 27 min 52 s \| \| 2e \| Kirsten Wild \| Pays-Bas \| Wiggle High5 \| + 2 s \| \| 3e \| Lotta Lepistö \| Finlande \| Cervélo Bigla \| + 2 s \| \| 4e \| Elena Cecchini \| Italie \| Canyon-SRAM Racing \| + 2 s \| \| 5e \| Barbara Guarischi \| Italie \| Virtu Cycling Women \| + 2 s \| \| 6e \| Maria Giulia Confalonieri \| Italie \| Valcar PBM \| + 2 s \| \| 7e \| Christine Majerus \| Luxembourg \| Boels Dolmans \| + 2 s \| \| 8e \| Coryn Rivera \| États-Unis \| Sunweb \| + 3 s \| \| 9e \| Letizia Paternoster \| Italie \| Astana Women's Team \| + 3 s \| \| 10e \| Eugenia Bujak \| Slovénie \| BTC City Ljubljana \| + 4 s \| |                           |            |                     |                 |
| |                           |            |                     |                 |
| Source : ProCyclingStats |                           |            |                     |                 |
| Classement général |                           |            |                     |                 |
| Coureuse | Coureuse                  | Pays       | Équipe              | Temps           |
| 1re | Marianne Vos              | Pays-Bas   | WaowDeals           | 3 h 27 min 52 s |
| 2e | Kirsten Wild              | Pays-Bas   | Wiggle High5        | + 2 s           |
| 3e | Lotta Lepistö             | Finlande   | Cervélo Bigla       | + 2 s           |
| 4e | Elena Cecchini            | Italie     | Canyon-SRAM Racing  | + 2 s           |
| 5e | Barbara Guarischi         | Italie     | Virtu Cycling Women | + 2 s           |
| 6e | Maria Giulia Confalonieri | Italie     | Valcar PBM          | + 2 s           |
| 7e | Christine Majerus         | Luxembourg | Boels Dolmans       | + 2 s           |
| 8e | Coryn Rivera              | États-Unis | Sunweb              | + 3 s           |
| 9e | Letizia Paternoster       | Italie     | Astana Women's Team | + 3 s           |
| 10e | Eugenia Bujak             | Slovénie   | BTC City Ljubljana  | + 4 s           |

### UCI World Tour

#### Points attribués
| Position           | 1er | 2e  | 3e  | 4e  | 5e | 6e | 7e | 8e | 9e | 10e | 11e | 12e | 13e | 14e | 15e | 16e à 30e | 31e à 40e |
| Classement général | 200 | 150 | 125 | 100 | 85 | 70 | 60 | 50 | 40 | 35  | 30  | 25  | 20  | 15  | 10  | 5         | 3         |

| Classement par points | Classement par points | Classement par points | Classement par points | Classement par points |
| Coureuse              | Coureuse              | Pays                  | Équipe                | Points                |
| --------------------- | --------------------- | --------------------- | --------------------- | --------------------- |
| 1re                   | Anna van der Breggen  | Pays-Bas              | Boels Dolmans         | 1160 pts              |
| 2e                    | Annemiek van Vleuten  | Pays-Bas              | Mitchelton-Scott      | 1075 pts              |
| 3e                    | Amanda Spratt         | Australie             | Mitchelton-Scott      | 1010 pts              |
| 4e                    | Marianne Vos          | Pays-Bas              | WaowDeals             | 945 pts               |
| 5e                    | Ashleigh Moolman      | Afrique du Sud        | Cervélo Bigla         | 942 pts               |
| 6e                    | Katarzyna Niewiadoma  | Pologne               | Canyon-SRAM Racing    | 733 pts               |
| 7e                    | Amy Pieters           | Pays-Bas              | Boels Dolmans         | 650 pts               |
| 8e                    | Jolien D'Hoore        | Belgique              | Mitchelton-Scott      | 637 pts               |
| 9e                    | Chantal Blaak         | Pays-Bas              | Boels Dolmans         | 578 pts               |
| 10e                   | Kirsten Wild          | Pays-Bas              | Wiggle High5          | 558 pts               |

| Classement par points | Classement par points | Classement par points | Classement par points | Classement par points |
| Coureuse              | Coureuse              | Pays                  | Équipe                | Points                |
| --------------------- | --------------------- | --------------------- | --------------------- | --------------------- |
| 1re                   | Anna van der Breggen  | Pays-Bas              | Boels Dolmans         | 1160 pts              |
| 2e                    | Annemiek van Vleuten  | Pays-Bas              | Mitchelton-Scott      | 1075 pts              |
| 3e                    | Amanda Spratt         | Australie             | Mitchelton-Scott      | 1010 pts              |
| 4e                    | Marianne Vos          | Pays-Bas              | WaowDeals             | 945 pts               |
| 5e                    | Ashleigh Moolman      | Afrique du Sud        | Cervélo Bigla         | 942 pts               |
| 6e                    | Katarzyna Niewiadoma  | Pologne               | Canyon-SRAM Racing    | 733 pts               |
| 7e                    | Amy Pieters           | Pays-Bas              | Boels Dolmans         | 650 pts               |
| 8e                    | Jolien D'Hoore        | Belgique              | Mitchelton-Scott      | 637 pts               |
| 9e                    | Chantal Blaak         | Pays-Bas              | Boels Dolmans         | 578 pts               |
| 10e                   | Kirsten Wild          | Pays-Bas              | Wiggle High5          | 558 pts               |

| Classement du meilleur jeune | Classement du meilleur jeune | Classement du meilleur jeune | Classement du meilleur jeune | Classement du meilleur jeune |
| Coureuse                     | Coureuse                     | Pays                         | Équipe                       | Points                       |
| ---------------------------- | ---------------------------- | ---------------------------- | ---------------------------- | ---------------------------- |
| 1re                          | Sofia Bertizzolo             | Italie                       | Astana Women's Team          | 40 pts                       |
| 2e                           | Liane Lippert                | Allemagne                    | Sunweb                       | 14 pts                       |
| 3e                           | Jeanne Korevaar              | Pays-Bas                     | WaowDeals                    | 14 pts                       |

| Classement du meilleur jeune | Classement du meilleur jeune | Classement du meilleur jeune | Classement du meilleur jeune | Classement du meilleur jeune |
| Coureuse                     | Coureuse                     | Pays                         | Équipe                       | Points                       |
| ---------------------------- | ---------------------------- | ---------------------------- | ---------------------------- | ---------------------------- |
| 1re                          | Sofia Bertizzolo             | Italie                       | Astana Women's Team          | 40 pts                       |
| 2e                           | Liane Lippert                | Allemagne                    | Sunweb                       | 14 pts                       |
| 3e                           | Jeanne Korevaar              | Pays-Bas                     | WaowDeals                    | 14 pts                       |

| Classement par équipes aux points | Classement par équipes aux points | Classement par équipes aux points | Classement par équipes aux points |
| Équipe                            | Équipe                            | Pays                              | Points                            |
| --------------------------------- | --------------------------------- | --------------------------------- | --------------------------------- |
| 1re                               | Boels Dolmans                     | Pays-Bas                          | 3544.97 pts                       |
| 2e                                | Mitchelton-Scott                  | Australie                         | 3184.02 pts                       |
| 3e                                | Canyon-SRAM Racing                | Allemagne                         | 1947 pts                          |
| 4e                                | WaowDeals                         | Pays-Bas                          | 1804.97 pts                       |
| 5e                                | Cervélo Bigla                     | Danemark                          | 1802.01 pts                       |
| 6e                                | Sunweb                            | Pays-Bas                          | 1710.99 pts                       |
| 7e                                | Wiggle High5                      | Royaume-Uni                       | 1515.03 pts                       |
| 8e                                | Alé Cipollini                     | Italie                            | 1343.98 pts                       |
| 9e                                | Valcar PBM                        | Italie                            | 660 pts                           |
| 10e                               | Astana Women's                    | Kazakhstan                        | 642 pts                           |

| Classement par équipes aux points | Classement par équipes aux points | Classement par équipes aux points | Classement par équipes aux points |
| Équipe                            | Équipe                            | Pays                              | Points                            |
| --------------------------------- | --------------------------------- | --------------------------------- | --------------------------------- |
| 1re                               | Boels Dolmans                     | Pays-Bas                          | 3544.97 pts                       |
| 2e                                | Mitchelton-Scott                  | Australie                         | 3184.02 pts                       |
| 3e                                | Canyon-SRAM Racing                | Allemagne                         | 1947 pts                          |
| 4e                                | WaowDeals                         | Pays-Bas                          | 1804.97 pts                       |
| 5e                                | Cervélo Bigla                     | Danemark                          | 1802.01 pts                       |
| 6e                                | Sunweb                            | Pays-Bas                          | 1710.99 pts                       |
| 7e                                | Wiggle High5                      | Royaume-Uni                       | 1515.03 pts                       |
| 8e                                | Alé Cipollini                     | Italie                            | 1343.98 pts                       |
| 9e                                | Valcar PBM                        | Italie                            | 660 pts                           |
| 10e                               | Astana Women's                    | Kazakhstan                        | 642 pts                           |

## Liste des participantes
| Légende | Légende                                                                    | Légende | Légende                                                    |
| ------- | -------------------------------------------------------------------------- | ------- | ---------------------------------------------------------- |
| Num     | Dossard de départ porté par le coureur sur cet Open de Suède Vårgårda      | Pos     | Position à l'arrivée de la course                          |
|         | Indique un maillot de champion national ou mondial, suivi de sa spécialité | NP      | Indique un coureur qui n'a pas pris le départ de la course |
| AB      | Indique un coureur qui n'a pas terminé la course                           | HD      | Indique un coureur qui a terminé la course hors des délais |

| Cervélo Bigla CBT | Cervélo Bigla CBT            | Cervélo Bigla CBT |
| ----------------- | ---------------------------- | ----------------- |
| Num               | Coureur                      | Pos               |
| 1                 | Lotta Lepistö (FIN) (route)  | 3e                |
| 2                 | Ashleigh Moolman-Pasio (RSA) | 30e               |
| 3                 | Cecilie Uttrup Ludwig (DEN)  | 36e               |
| 4                 | Clara Koppenburg (GER)       | 56e               |
| 5                 | Ann-Sophie Duyck (BEL)       | 64e               |
| 6                 | Emma Cecilie Norsgaard (DEN) | AB                |

| Wiggle High5 WHT | Wiggle High5 WHT          | Wiggle High5 WHT |
| ---------------- | ------------------------- | ---------------- |
| Num              | Coureur                   | Pos              |
| 11               | Lisa Brennauer (GER)      | AB               |
| 12               | Emilia Fahlin (SWE)       | 16e              |
| 13               | Kirsten Wild (NED)        | 2e               |
| 14               | Audrey Cordon-Ragot (FRA) | 54e              |
| 15               | Amy Cure (AUS)            | AB               |
| 16               | Annette Edmondson (AUS)   | AB               |

| Boels-Dolmans DLT | Boels-Dolmans DLT               | Boels-Dolmans DLT |
| ----------------- | ------------------------------- | ----------------- |
| Num               | Coureur                         | Pos               |
| 21                | Anna van der Breggen (NED)      | 43e               |
| 22                | Chantal Blaak (NED) (route)     | 44e               |
| 23                | Amy Pieters (NED)               | 35e               |
| 24                | Amalie Dideriksen (DEN) (route) | 25e               |
| 25                | Christine Majerus (LUX) (route) | 6e                |
| 26                | Megan Guarnier (USA)            | 37e               |

| WaowDeals WAD | WaowDeals WAD              | WaowDeals WAD |
| ------------- | -------------------------- | ------------- |
| Num           | Coureur                    | Pos           |
| 31            | Jeanne Korevaar (NED)      | 62e           |
| 32            | Anouska Koster (NED)       | 23e           |
| 33            | Riejanne Markus (NED)      | 33e           |
| 34            | Marianne Vos (NED)         | 1er           |
| 35            | Danielle Rowe (GBR)        | 40e           |
| 36            | Pauliena Rooijakkers (NED) | AB            |

| Canyon-SRAM CSR | Canyon-SRAM CSR        | Canyon-SRAM CSR |
| --------------- | ---------------------- | --------------- |
| Num             | Coureur                | Pos             |
| 41              | Tiffany Cromwell (AUS) | 27e             |
| 42              | Christa Riffel (GER)   | AB              |
| 43              | Elena Cecchini (ITA)   | 4e              |
| 44              | Lisa Klein (GER)       | 47e             |
| 45              | Trixi Worrack (GER)    | 51e             |
| 46              | Alice Barnes (GBR)     | 59e             |

| Hitec Products HPU | Hitec Products HPU       | Hitec Products HPU |
| ------------------ | ------------------------ | ------------------ |
| Num                | Coureur                  | Pos                |
| 51                 | Susanne Andersen (NOR)   | 24e                |
| 52                 | Julie Solvang (NOR)      | AB                 |
| 53                 | Nina Kessler (NED)       | 55e                |
| 54                 | Vita Heine (NOR) (route) | 66e                |
| 55                 | Thea Thorsen (NOR)       | AB                 |
| 56                 | Ingrid Lorvik (NOR)      | AB                 |

| Sunweb SUN | Sunweb SUN                 | Sunweb SUN |
| ---------- | -------------------------- | ---------- |
| Num        | Coureur                    | Pos        |
| 61         | Lucinda Brand (NED)        | 41e        |
| 62         | Leah Kirchmann (CAN)       | 53e        |
| 63         | Juliette Labous (FRA)      | 67e        |
| 64         | Floortje Mackaij (NED)     | 34e        |
| 65         | Pernille Mathiesen (DEN)   | AB         |
| 66         | Coryn Rivera (USA) (route) | 8e         |

| Alé Cipollini ALE | Alé Cipollini ALE               | Alé Cipollini ALE |
| ----------------- | ------------------------------- | ----------------- |
| Num               | Coureur                         | Pos               |
| 71                | Chloe Hosking (AUS)             | 21e               |
| 72                | Daiva Ragazinskiene (LTU)       | 70e               |
| 73                | Anna Trevisi (ITA)              | 71e               |
| 74                | Roxane Knetemann (NED)          | 75e               |
| 75                | Soraya Paladin (ITA)            | 42e               |
| 76                | Marta Bastianelli (ITA) (route) | 57e               |

| Mitchelton-Scott MTS | Mitchelton-Scott MTS  | Mitchelton-Scott MTS |
| -------------------- | --------------------- | -------------------- |
| Num                  | Coureur               | Pos                  |
| 81                   | Sarah Roy (AUS)       | 12e                  |
| 82                   | Jenelle Crooks (AUS)  | AB                   |
| 83                   | Alexandra Manly (AUS) | 58e                  |
| 84                   | Jessica Allen (AUS)   | AB                   |
| 85                   | Gracie Elvin (AUS)    | 38e                  |
| 86                   | Lucy Kennedy (AUS)    | AB                   |

| BTC City Ljubljana BTC | BTC City Ljubljana BTC        | BTC City Ljubljana BTC |
| ---------------------- | ----------------------------- | ---------------------- |
| Num                    | Coureur                       | Pos                    |
| 91                     | Ursa Pintar (SLO)             | AB                     |
| 92                     | Polona Batagelj (SLO) (route) | 26e                    |
| 93                     | Hanna Nilsson (SWE)           | 60e                    |
| 94                     | Eugenia Bujak (SLO)           | 10e                    |
| 95                     | Anastasia Iakovenko (RUS)     | AB                     |
| 96                     | Maaike Boogaard (NED)         | 74e                    |

| Astana Women's Team ASA | Astana Women's Team ASA   | Astana Women's Team ASA |
| ----------------------- | ------------------------- | ----------------------- |
| Num                     | Coureur                   | Pos                     |
| 101                     | Martina Alzini (ITA)      | AB                      |
| 102                     | Sofia Bertizzolo (ITA)    | 13e                     |
| 103                     | Letizia Paternoster (ITA) | 9e                      |
| 104                     | Elena Pirrone (ITA)       | AB                      |
| 105                     | Lara Vieceli (ITA)        | 22e                     |

| Cogeas CGS | Cogeas CGS                       | Cogeas CGS |
| ---------- | -------------------------------- | ---------- |
| Num        | Coureur                          | Pos        |
| 111        | Maria Novolodskaya (RUS)         | 20e        |
| 112        | Karina Kasenova (RUS)            | AB         |
| 113        | Gulnaz Badykova (RUS)            | AB         |
| 114        | Yelyzaveta Oshurkova (RUS)       | AB         |
| 115        | Antri Christoforou (CYP) (route) | AB         |

| Movistar MOV | Movistar MOV               | Movistar MOV |
| ------------ | -------------------------- | ------------ |
| Num          | Coureur                    | Pos          |
| 121          | Aude Biannic (FRA) (route) | 32e          |
| 122          | Mavi Garcia (ESP)          | 31e          |
| 123          | Alicia Gonzalez (ESP)      | 52e          |
| 124          | Malgorzata Jasinska (POL)  | 15e          |
| 125          | Rachel Neylan (AUS)        | 39e          |
| 126          | Lourdes Oyarbide (ESP)     | 76e          |

| FDJ-Nouvelle Aquitaine-Futuroscope FUT | FDJ-Nouvelle Aquitaine-Futuroscope FUT | FDJ-Nouvelle Aquitaine-Futuroscope FUT |
| -------------------------------------- | -------------------------------------- | -------------------------------------- |
| Num                                    | Coureur                                | Pos                                    |
| 131                                    | Shara Gillow (AUS)                     | 28e                                    |
| 132                                    | Lauren Kitchen (AUS)                   | 14e                                    |
| 133                                    | Greta Richioud (FRA)                   | AB                                     |
| 134                                    | Rozanne Slik (NED)                     | 17e                                    |
| 135                                    | Moniek Tenniglo (NED)                  | 78e                                    |
| 136                                    | Maëlle Grossetête (FRA)                | 68e                                    |

| TIBCO-SVB TIB | TIBCO-SVB TIB                 | TIBCO-SVB TIB |
| ------------- | ----------------------------- | ------------- |
| Num           | Coureur                       | Pos           |
| 141           | Ingrid Drexel (MEX)           | 48e           |
| 142           | Nicolle Bruderer (GUA)        | AB            |
| 143           | Brodie Chapman (AUS)          | 73e           |
| 144           | Alison Jackson (CAN)          | 46e           |
| 145           | Shannon Malseed (AUS) (route) | AB            |
| 146           | Valentina Scandolara (ITA)    | AB            |

| Trek-Drops DRP | Trek-Drops DRP           | Trek-Drops DRP |
| -------------- | ------------------------ | -------------- |
| Num            | Coureur                  | Pos            |
| 151            | Eva Buurman (NED)        | 11e            |
| 152            | Elizabeth Holden (GBR)   | 45e            |
| 153            | Abby-Mae Parkinson (GBR) | 69e            |
| 154            | Hannah Payton (GBR)      | 72e            |
| 155            | Lucy Shaw (GBR)          | AB             |
| 156            | Abigail Van Twisk (GBR)  | AB             |

| Virtu Cycling TVC | Virtu Cycling TVC         | Virtu Cycling TVC |
| ----------------- | ------------------------- | ----------------- |
| Num               | Coureur                   | Pos               |
| 161               | Barbara Guarischi (ITA)   | 5e                |
| 162               | Christina Siggaard (DEN)  | AB                |
| 163               | Katarzyna Pawlowska (POL) | AB                |
| 164               | Mieke Kröger (GER)        | AB                |
| 165               | Sara Penton (SWE)         | 18e               |
| 166               | Trine Schmidt (NED)       | AB                |

| Valcar-PBM VAL | Valcar-PBM VAL                  | Valcar-PBM VAL |
| -------------- | ------------------------------- | -------------- |
| Num            | Coureur                         | Pos            |
| 171            | Maria Giulia Confalonieri (ITA) | 7e             |
| 172            | Elisa Balsamo (ITA)             | 19e            |
| 173            | Chiara Consonni (ITA)           | 50e            |
| 174            | Silvia Persico (ITA)            | 63e            |
| 175            | Ilaria Sanguineti (ITA)         | 49e            |
| 176            | Marta Cavalli (ITA) (route)     | 29e            |

| Sélection nationale de Suède | Sélection nationale de Suède | Sélection nationale de Suède |
| ---------------------------- | ---------------------------- | ---------------------------- |
| Num                          | Coureur                      | Pos                          |
| 181                          | Sara Olsson (SWE)            | AB                           |
| 182                          | Sara Mustonen (SWE)          | 61e                          |
| 183                          | Clara Lundmark (SWE)         | AB                           |
| 184                          | Matilda Frantzich (SWE)      | AB                           |
| 185                          | Emelie Persson (SWE)         | AB                           |
| 186                          | Frida Knutsson (SWE)         | AB                           |

| Sélection nationale de Norvège | Sélection nationale de Norvège | Sélection nationale de Norvège |
| ------------------------------ | ------------------------------ | ------------------------------ |
| Num                            | Coureur                        | Pos                            |
| 191                            | Stine Anderson Borgli (NOR)    | 65e                            |
| 192                            | Birgitte Ravndal (NOR)         | AB                             |
| 193                            | Ingvild Brattekleiv (NOR)      | AB                             |
| 194                            | Martine Fon (NOR)              | AB                             |
| 195                            | Ingrid Moe (NOR)               | 77e                            |
| 196                            | Marie Flataas (NOR)            | AN                             |

### Primes
L'épreuve attribue les primes suivantes :
| Position | 1er     | 2e    | 3e    | 4e    | 5e    | 6e    | 7e    | 8e    | 9e    | 10e   |
| Prix     | 1 150 € | 850 € | 570 € | 340 € | 290 € | 250 € | 225 € | 200 € | 170 € | 150 € |

Les places allant de onze à quinze donnent 120 € et celles de seize à vingt 90 €.